# Bombylius ushinskii
Bombylius ushinskii är en tvåvingeart som beskrevs av Paramonov 1940. Bombylius ushinskii ingår i släktet Bombylius och familjen svävflugor.
Artens utbredningsområde är Turkmenistan. Inga underarter finns listade i Catalogue of Life.